# Andrea Otto
Andrea Otto (* 2. Juni 1975 in Pfaffenhofen an der Ilm; † 1. Juli 2022) war eine deutsche Journalistin, die als Hörfunk- und Fernsehmoderatorin vorwiegend im Sportbereich tätig war.

## Leben und Wirken
Andrea Otto stammte aus Pfaffenhofen und wuchs in Rohrbach auf. Mit 15 Jahren kam sie durch ein Praktikum bei einer Lokalzeitung mit dem Sportjournalismus in Berührung. Nach dem Erwerb der Mittleren Reife an der Staatlichen Realschule Geisenfeld absolvierte sie in Ingolstadt eine Ausbildung zur Buchhändlerin und arbeitete von 1991 bis 1996 als freie Mitarbeiterin beim Privatradio Radio IN. Ihr erster Bericht als Sportjournalistin handelte von einem Eishockeyspiel. 1995 ging sie für ein Volontariat zum Münchner Sender Radio Arabella, wo sie bis zu ihrem Wechsel zum Bayerischen Rundfunk im Jahr 2000 tätig war. Beim Bayerischen Rundfunk war sie ab 2000 Hörfunk-Journalistin bei Bayern 3 und B5 aktuell. Parallel dazu war sie von 2000 bis 2005 für den Münchner Merkur tätig.
Ab 2003 arbeitete sie für die ARD als Radio-Berichterstatterin für den Winter- und Sommersport, unter anderem bei der Formel 1 und im Skisprung-Weltcup. Von 2007 an moderierte sie im Bayerischen Fernsehen die Sportsendung Sport in Bayern sowie die Samstagsausgabe von Blickpunkt Sport mit den Spielen der dritten Fußballbundesliga. Ab 2009 war sie darüber hinaus auch in der Sportschau als Moderatorin für den Skilanglauf gemeinsam mit dem Experten Peter Schlickenrieder im Einsatz und moderierte von 2012 bis 2017 auch den Sportblock im ARD-Mittagsmagazin. Ab Oktober 2012 war sie zusätzlich im werktäglichen Regionalmagazin Abendschau – Der Süden zu sehen. Ab 2018 moderierte sie auch gelegentlich den Sportblock in der Rundschau sowie bei aktuellen Ereignissen die Sondersendung BR extra.
Neben ihrer journalistischen Karriere war sie auch ehrenamtlich aktiv, 2010 war sie Schirmherrin von „Sterne des Sports“. Darüber hinaus war sie ab 2018 ausgebildete Entspannungstrainerin und bot Kurse zum Stressmanagement an.
Ende 2020 war sie zuletzt im BR Fernsehen auf Sendung, danach nahm sie eine Auszeit, um sich um ihre Familie und um ihre Gesundheit zu kümmern. Eineinhalb Jahre später starb sie am 1. Juli 2022 nach schwerer Erkrankung im Alter von 47 Jahren. Andrea Otto war verheiratet, Mutter einer 2013 geborenen Tochter und lebte mit ihrer Familie in München.